# Zdravko Marjanović
Zdravko Marjanović (* 1941 bei Bosanski Petrovac) ist ein serbischer Friedensaktivist.
Er studierte an der Universität Belgrad Elektrotechnik und schloss mit dem Diplom als Elektroingenieur ab. Zwischen 1966 und 1968 lehrte er an der höheren Schule in Bačka Palanka.
Er war Vorsitzender des Verbandes der Funkamateure Jugoslawiens und leistete Widerstand gegen den Versuch, während der Zersplitterung Jugoslawiens über die Medien Hass zur Vorbereitung der Kriege zu erzeugen.
1994 gründete er eine Friedensgruppe in Bačka Palanka. Die ersten Aktionen der „Gesellschaft für Toleranz“ waren Plakataktionen mit Aufrufen gegen den Krieg.
1995 gründete er die eigene Zeitung Tolerancija (Toleranz). Das Motto der Zeitung lautet: Wir lehren und lernen den Reichtum und die Schönheit des Lebens in der Unterschiedlichkeit, die Botschaft ist: Toleranz bedeutet Leben. In der Zeitung wird über Friedensaktivitäten berichtet. In der Folge arbeitete er mit verschiedenen Friedensgruppen zusammen.
Seit den Jugoslawienkriegen leitet er Gruppen und Workshops für die Annäherung von Serben, Bosniaken und Kroaten.
2009 erhielt er für seine Friedensarbeit den Aachener Friedenspreis.